# Linamarina sintasi
La linamarina sintasi è un enzima appartenente alla classe delle transferasi che catalizza la seguente reazione
UDP-glucosio + 2-idrossi-2-metilpropanitrile {\displaystyle \rightleftharpoons } UDP + linamarina